# Корсар (балет)
Корсар — классический балет на приключенческую тему из жизни корсаров по мотивам одноимённой поэмы Дж. Байрона, поставленный на музыку композиторов Адольфа Адана, Лео Делиба, Рикардо Дриго, Цезаря Пуни, хореографию к которому создали Жюль Перро и Мариус Петипа.
Первое представление состоялось 23 января 1856 года в Парижской Опере.

## История

### Опера Верди
До Адана поэму Байрона на музыкальную сцену переносили и другие композиторы; в частности Дж. Верди сочинил одноимённую оперу в 1848 году.

### Ранние балетные постановки
Первая известная балетная постановка под аналогичным названием прошла в театре Ла Скала в Милане в 1826 году в хореографии итальянского балетмейстера Джованни Гальцерани (итал. Giovanni Galzeran). Каталог Итальянского балета упоминает другую постановку 1830 года, остававшуюся в репертуаре вплоть до 1842 года; композитор этих балетов неизвестен. В 1837 году в Королевском театре в Лондоне французский хореограф Альберт поставил свою сценическую версию балета «Корсар» —  
на музыку Николя Бокса. Но эти балеты до настоящего времени не сохранились.

### Классическая версия
Балет создан по одноимённой поэме Байрона, сочинённой в 1814 году. Либретто написали Жюль-Анри Вернуа де Сен-Жорж и Жозеф Мазилье.

## Сюжет спектакля
Либреттисты балетных спектаклей XIX века Жюль Анри Вернуа де Сен-Жорж и Жозеф Мазилье нарисовали красочную картину из жизни корсаров. Со времени постановки спектакля менялась хореография, добавлялись музыкальные номера, но сюжет оставался прежним с 1856 года до наших дней:
На площади Адриополя идёт торговля, продают и невольников. Появляются корсары вместе со своим предводителем Конрадом, у которого предстоит свидание с Медорой — воспитанницей хозяина рынка Исаака Ланкедема. Медора появляется на площади с Ланкедемом, внимательно рассматривающим невольников, и влюблённые успевают поговорить. Богатый паша Сеид выбирает новую невольницу для своего гарема и, увидев Медору, выкупает её у алчного Ланкедема. Спасая Медору, Конрад с корсарами устраивают весёлые пляски, увлекая в них невольниц, а затем незаметно уводят их. Ланкедем пытается вернуть Медору, но корсары уводят и его в свою пещеру.
По просьбе Медоры Конрад освобождает невольниц. Корсар Бирбанто, недовольный таким решением, обещает Ланкедему помочь вернуть ему Медору в обмен на золото. Бирбанто с помощью снотворного усыпляет Конрада и похищает Медору — девушка попадает в гарем к Сеиду. Для спасения Медоры корсары переодеваются в одежду паломников и проникают во дворец Сеида, но тайно вызванная Бирбанто городская стража обезоруживает корсаров. Конрад приговорён к смерти, Медора поклялась умереть вместе с ним и соглашается стать женой Сеида при условии, что он оставит Конрада в живых. Помилованный корсар узнаёт о таком условии и хочет умереть вместе с любимой. Одна из невольниц, Гюльнара, решается помочь влюблённым, обменявшись с Медорой одеяниями.
Корсары с Конрадом и Медорой обретают свободу на корабле, идущем в открытое море. Бирбанто пытается убить Конрада, но предателя сбрасывают в море. Начавшийся шторм разбивает корабль о прибрежные скалы, но Конрад и Медора на обломках корабля добираются до берега.

## Действующие лица
- Конрад, корсар;
- Бирбанто, его друг;
- Исаак Ланкедем, купец;
- Медора, его воспитанница;
- Сеид паша;
- Зюльма и Гюльнара, жёны паши;
- Евнух;
- Корсары;
- Невольницы;
- Стража.

## Музыка
Французский композитор Адольф Адан — один из основоположников романтического балета, написал музыку, которая отражает романтически напряжённый фон хореографического действия, как иллюстрацию сюжетной линии байроновской поэмы.
В 1858 году для петербургской постановки балета Цезарь Пуни дополнил спектакль своими музыкальными номерами и оркестровками.

## Первые постановки в театрах
- 1856 год — Opéra de Paris (Garnier), Париж.

«Le Corsaire» — балет в 3 актах 5 картинах (по одноимённой поэме Дж. Байрона). Композитор Адольф Адан

Премьера состоялась 23 января в парижской Опере. Балетмейстер Мазилье, Художники Э. Деплешен, Ш. Камбон, Ж. Тьерри и Мартен. 

Партии исполняли: Медора — К. Розати, Конрад — Д. Сегарелли.
- 1858 год — Большой театр, Петербург

Премьера состоялась 12 января в Большом каменном театре. Балетмейстер Ж. Перро (с частичным использованием хореографии Мазилье. Художники А. А. Роллер, Г. Г. Вагнер и Петров. Дирижёр К. Н. Лядов

Партии исполняли: Медора — Е. И. Фридберг, Конрад — Мариус Петипа, Исаак Ланкедем — А. Н. Пишо, Бирбанто — П. Ф. Малавернь, Гюльнара — Л. П. Радина, Сеид-паша — Ж. Перро
- Был добавлен вставной номер «Pas d’esclave» на музыку принца Петра Ольденбургского в постановке М. И. Петипа.
- 1858 год — Большой театр, Москва

Премьера состоялась 3 ноября в Большом театре. Балетмейстер П. Ф. Малавернь, художники А. Бредов, Ф. К. Вальц, П. А. Исаков, Форнари и Ф. И. Шеньян
Партии исполняли: Медора — П. П. Лебедева, Конрад — Ф. Монтасю, Бирбанто — Фредерик, Сеид-паша — Теодор (Шион)

## Добавленные сцены в спектакле
| Год  | Балетный номер     | Музыка               | Постановка    | Театр                       |
| 1856 | «Pas des fleurs»   | Лео Делиб            | Ж. Мазилье    | парижская Опера             |
| 1858 | «Pas d’esclave»    | П. Г. Ольденбургский | Мариус Петипа | Большой театр, Петербург    |
| 1868 | «Оживлённый сад»   | Лео Делиб            | Мариус Петипа | Мариинский театр, Петербург |
| 1899 | «Вальс» и «Адажио» | Рикардо Дриго        | Мариус Петипа | Мариинский театр, Петербург |

- 1863 год — Мариинский театр, Петербург

Премьера новой постановки состоялась 24 января в Мариинском театре в Петербурге. Балетмейстер М. И. Петипа. Художники А. А. Роллер и Г. Г. Вагнер

Партию Медоры исполнила М. С. Петипа (Суровщикова).
- 1865 год — Большой театр, Москва
- 20 сентября — возобновление спектакля. Дирижёр П. Н. Лузин

Партиию Медоры исполнила А. И. Собещанская
- 1867 года, 21 октября — Opéra Garnier. Композитор Адольф Адан

Постановка приурочена к окончанию Всемирной выставки. Поставлен с добавлением номера Pas des fleurs на музыку Лео Делиба.
- 1868 год, 25 января была добавлена сцена «Оживлённый сад» на музыку Л. Делиба.

Партиию Медоры исполнила Адель Гранцова.
- 1888 год — Большой театр, Москва
- 3 марта — возобновление спектакля. Балетмейстер А. Н. Богданов, дирижёр С. Я. Рябов

Партиию Медоры исполнили: Л. Н. Гейтен (позднее — О. Н. Николаева, П. М. Карпакова, М. Н. Горшенкова, Е. Н. Калмыкова, А. А. Джури, Л. А. Рославлева, Э. Гримальди).

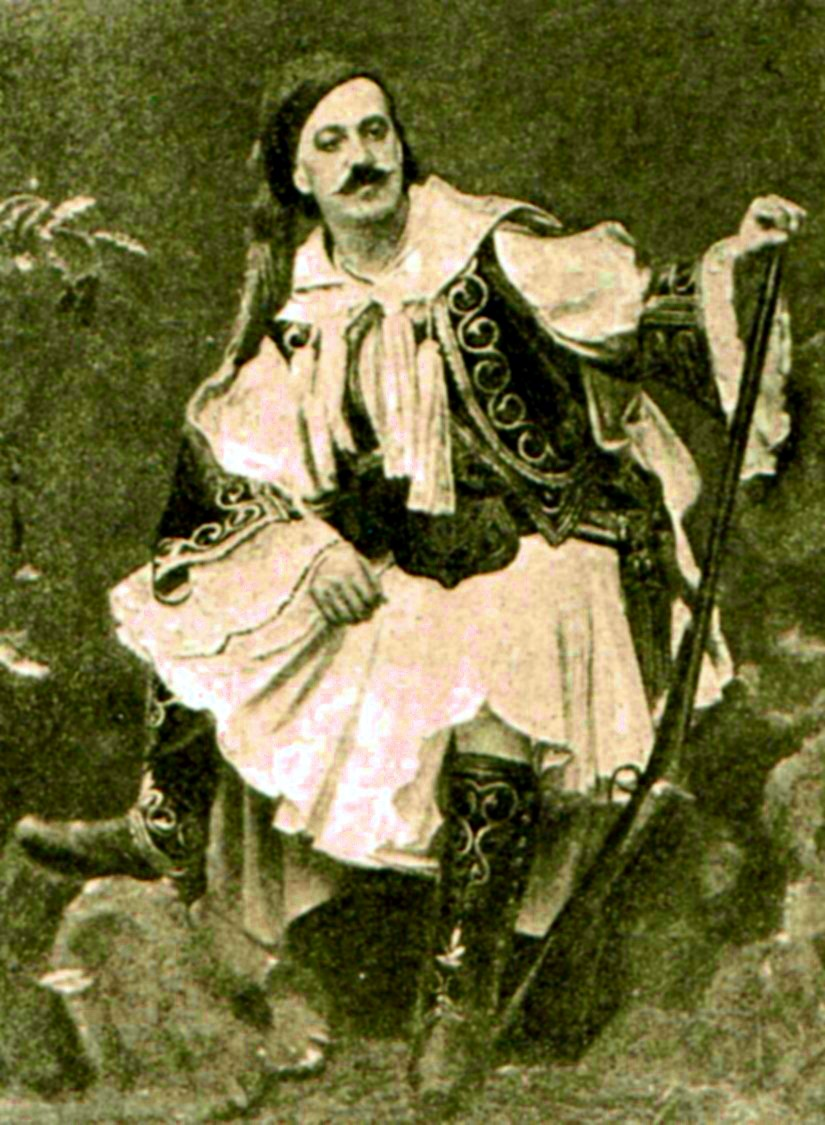
Л.И. Иванов в роли Конрада, 1875
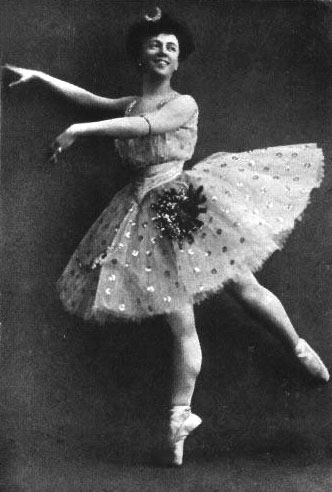
О. И. Преображенская в роли Медоры, 1899
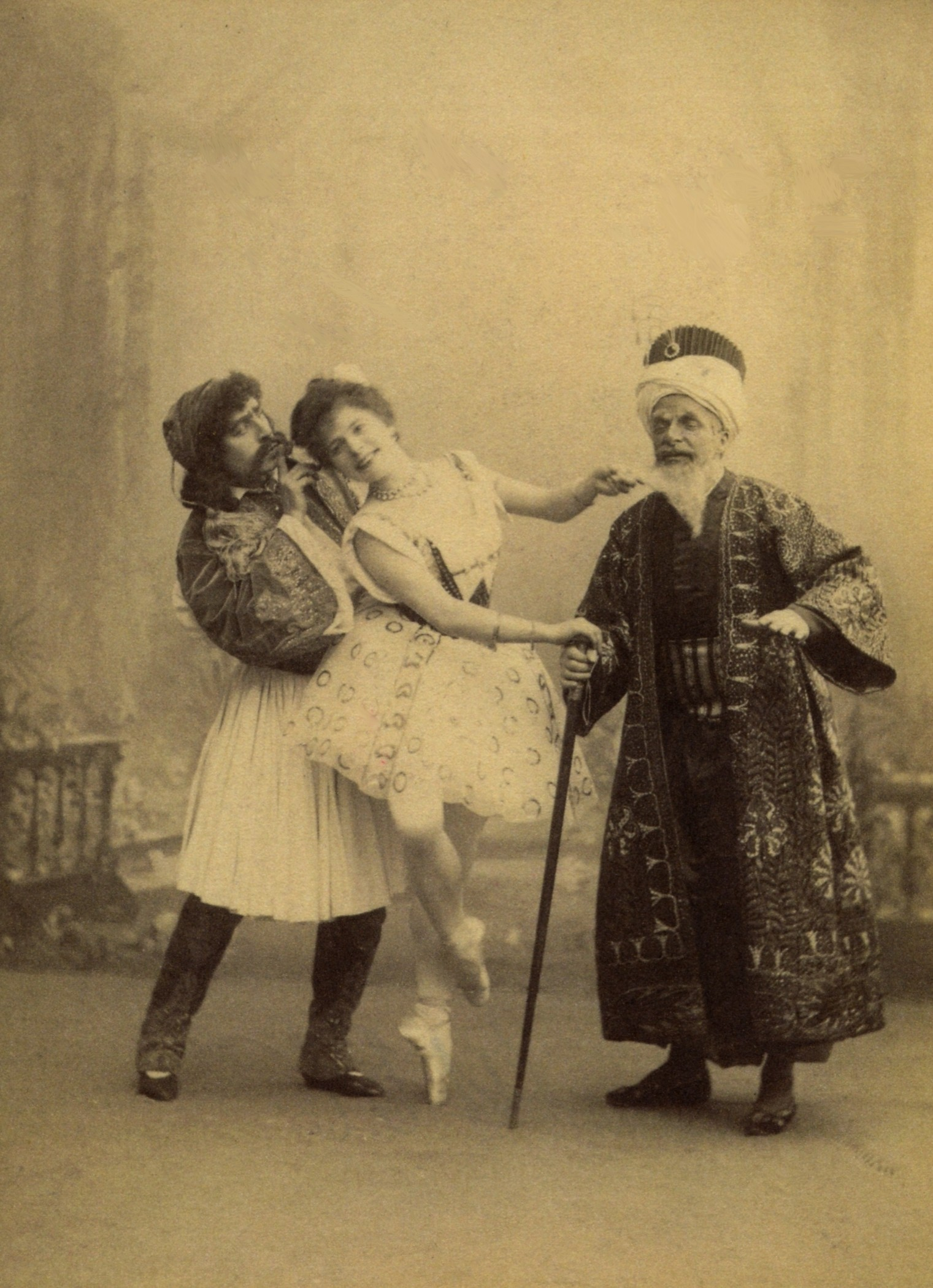
П.Гердт в роли Конрада, Pierina Legnani в роли Медоры, Alfred Bekefi - Паша, 1899
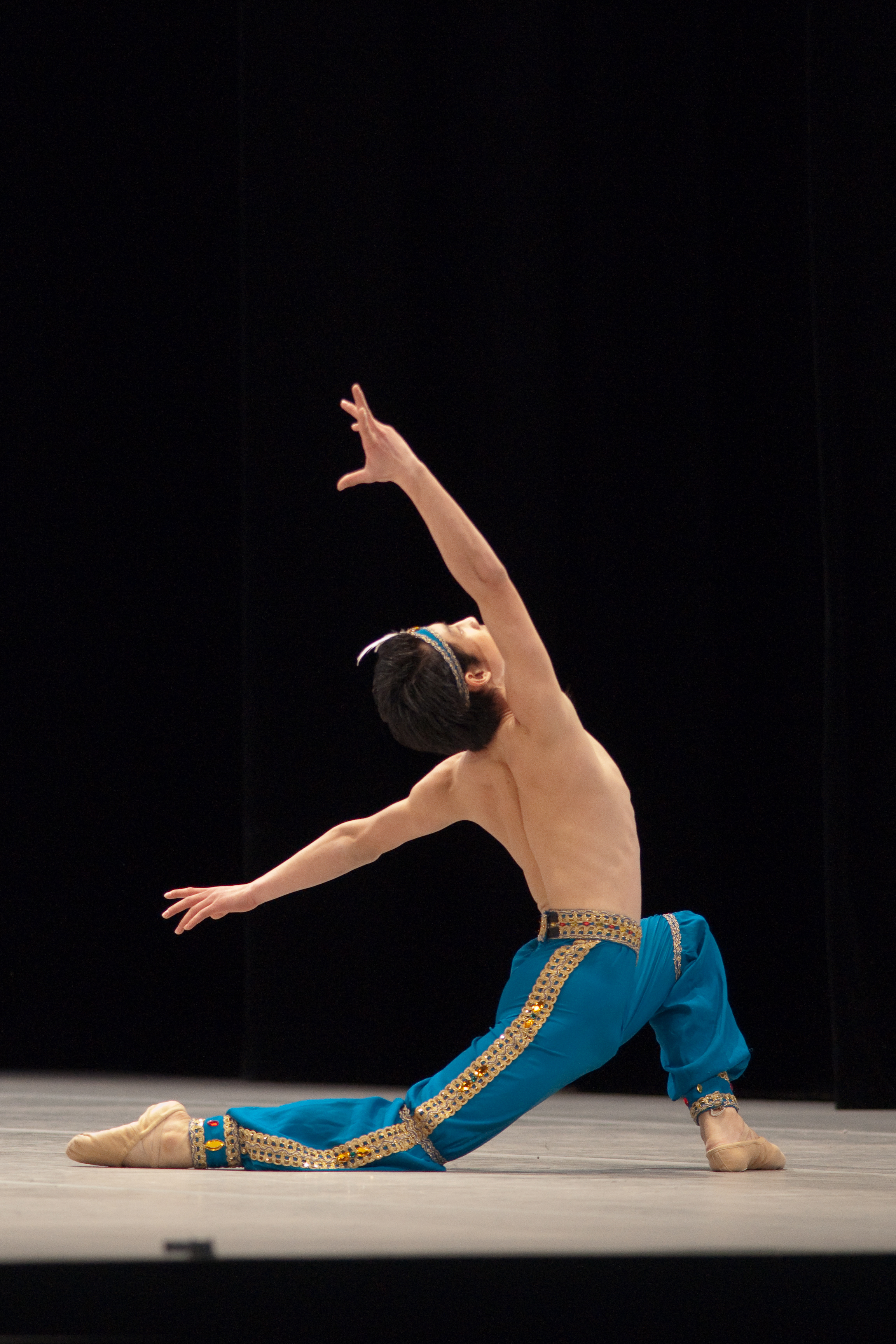
Zecheng Liang "Prix de Lausanne", 2010

- 1880 год — Мариинский театр

Возобновление балета 30 ноября. Художники Г. Г. Вагнер, М. А. Шишков, А. А. Роллер и М. И. Бочаров 

Партиию Медоры исполнила Е. П. Соколова.
- 1899 год 13 января — возобновление спектакля. Добавлены Вальс и Адажио на музыку Рикардо Дриго. Художники О. К. Аллегри, В. Суреньянц, С. Н. Воробьёв, П. Б. Ламбин (декорации) и Е. П. Пономарёв (костюмы)

Партию Медоры исполняли:
- П. Леньяни, К. Розати, Г. Дор, Л. А. Рославлева, Ю. Н. Седова, Э. Гримальди, Анна Павлова, Тамара Карсавина, Л. Н. Егорова, Ольга Преображенская, Е. А. Смирнова, Ольга Спесивцева
- 1912 год — Большой театр, Москва

Новая постановка. Балет в 3 актах, 7 картинах. Музыка: Цезарь Пуни, А. Г. Рубинштейн, К. Гольдмарк, Эдвард Григ, Антонин Дворжак, Лео Делиб, Фредерик Шопен, Пётр Чайковский, Рикардо Дриго (Drigo’s nocturne Dreams of Spring, ca. 1915) 
 Балетмейстер: А. А. Горский. Художник: К. А. Коровин. Дирижёр А. Ф. Арендс. 

Партии исполняли: Медора — Е. В. Гельцер, Конрад — В. Д. Тихомиров,  Бирбанто — И. Е. Сидоров, Сеид-паша — В. А. Чудинов, Гюльнара — В. А. Каралли.
- 1931 год — Премьера состоялась 15 апреля. Театр оперы и балета им Кирова.

Балет в 4 актах (на музыку Адана и Ч. Пуньи). Возобновила Агриппина Ваганова (по М. И. Петипа). Художники О. К. Аллегри и П. Б. Ламбин. Дирижёр М. П. Карпов.
- 1955 год — Премьера 31 мая.

Новая постановка Ленинградского Малого театра в музыкальной редакции Е. М. Корнблита. Сценарий Ю. И. Слонимского (по либретто А. Сен-Жоржа и Ж. Мазилье). Балетмейстер Пётр Гусев (восстановлены многие сцены и танцы Ж. Перро и М. И. Петипа). Художник С. Б. Вирсаладзе, дирижёр Е. М. Корнблит 

Партии исполняли: Медора — Г. Н. Пирожная, Конрад — В. С. Зимин.
- 1973 год — Премьера 5 июня.

Новая постановка Театра им. Кирова, оркестровка М. А. Матвеева, сценарий и постановка в новой редакции К. М. Сергеева (по Петипа). Художник С. М. Юнович, дирижёр В. Г. Широков

Партии исполняли: Конрад — Р. М. Абдыев, Бирбанто — А. В. Гридин, Сеид-паша — Э. Н. Михасев, Гюльнара — С. В. Ефремова.
- 1958 год — Премьера 6 октября.

Новая постановка Театра им. Станиславского 

Балет в 3 актах 7 картинах (с музыкой Адана и Делиба, обработка и инструментовка В. Н. Кнушевицкого) 

Балетмейстер Н. Г. Гришина, художник В. А. Людмилин, дирижёр В. А. Эдельман

Партии исполняли: Медора — В. Т. Бовт, Конрад — Марис Лиепа, Бирбанто — В. В. Чигирёв, Сеид-паша — В. Н. Ильин, Гюльнара — Элеонора Власова.
- 11 апреля 1968 года — возобновление: Медора — В. Т. Бовт, Конрад — Ю. В. Григорьев, Бир-банто — В. В. Чигирёв, Сеид-паша — А. А. Клейн, Гюльнара — Э. Е. Власова.

#### Возобновление спектакля
- 1987 год — Мариинский театр[2]

Балет в 3-х действиях с прологом и эпилогом. Либретто Вернуа де Сен-Жоржа, Жозефа Мазилье в редакции Юрия Слонимского и Петра Гусева 

Музыка Адольфа Адана, Чезаре Пуни, Лео Делиба, Риккардо Дриго, Петра Ольденбургского 

Хореография Пётра Гусева на основе композиции Мариуса Петипа, возобновление О. М. Виноградова (1987)
Художник — постановщик Теймураз Мурванидзе, ассистент художника — Михаил Шишлянников, костюмы Галины Соловьевой. художник по свету — Владимир Лукасевич
Партии исполняли:
- Медора — Алтынай Асылмуратова, Конрад — Евгений Нефф Гюльнара — Елена Панкова Али — Фарух Рузиматов,[3] Ланкедем — Константин Заклинский. Трио одалисок: Жанна Аюпова, Маргарита Куллик и Вероника Иванова
- 2007 год — Восстановление спектакля на сцене Большого театра
- Премьера состоялась 21 июня 2007 года.

Использована музыка Лео Делиба, Цезаря Пуни, Петра Ольденбургского, Риккардо Дриго, Альберта Цабеля, Юлия Гербера. Партитура восстановлена Александром Троицким
Хореография — Мариус Петипа. Постановка и новая хореография — Алексей Ратманский, Юрий Бурлака. Концепция музыкальной драматургии — Юрий Бурлака. Художник-постановщик — Борис Каминский, художник по костюмам — Елена Зайцева. Использованы костюмы Евгения Пономарева (1899). Художник по свету — Дамир Исмагилов, дирижёр-постановщик — Павел Клиничев
Партии исполняли:
- Медора — Светлана Захарова, Конрад — Денис Матвиенко, Сеид-паша — Алексей Лопаревич, Бирбанто — Ринат Арифулин, Зюльма — Ирина Зиброва, Гюльнара — Екатерина Шипулина, Ланкедем — Геннадий Янин

2008 год Пермский академический театр оперы и балета Балетмейстер-постановщик Василий Медведев
Музыкальный руководитель и дирижёр-постановщик — Анисимов, Александр Михайлович
Художник-постановщик Борис Каминский Художник по костюмам Елена Зайцева
Медора- Наталья Моисеева,Конрад-Сергей Мершин
- 2009 год — Новая постановка на сцене Михайловского театра
- Премьера состоялась 13 марта 2009 года

Хореография Мариуса Петипа и Петра Гусева в редакции Фаруха Рузиматова, новая хореография — Георгий Ковтун. Художник-постановщик Валерий Левенталь, дирижёр — Анатолий Рыбалко
Партии исполняли:
 Медора — Ирина Перрен, Конрад — Артём Пыхачов, Гюльнара — Сабина Яппарова, Али — Виктор Ищук, Исаак Ланкедем — Антон Плоом, Бирбанто — Андрей Касьяненко, Классическое трио — Ирина Кошелева, Екатерина Красюк, Виктория Кутепова
- 2011 год — перенос постановки в Ростовский музыкальный театр Алексеем Фадеечевым по хореографии М. Петипа. Музыка Ч. Пуни, Л. Делиба, Р. Дриго и П. Ольденбургского. Премьера 19 мая на камерной сцене[7]
- 2012 год — прямая трансляция балета с исторической сцены Большого театра на видеохостинге Youtube.[8]
- 3 апреля 2012 года — Новосибирский государственный академический театр оперы и балета

Музыкальный руководитель и дирижёр — Пётр Белякин, Хореография Мариуса Петипа, Петра Гусева, Вячеслава Хомякова в редакция Вячеслава Хомякова и Игоря Зеленского. Постановка: Вячеслав Хомяков и Игорь Зеленский.
- 2014 год — Самарский академический театр оперы и балета.

Музыкальный руководитель и дирижёр-постановщик — Александр Анисимов, балетмейстер-постановщик — Василий Медведев, художник-сценограф — Андрей Войтенко, художник по костюмам — Елена Зайцева.
Партии исполняли: Медора — Екатерина Первушина, Конрад — Кирилл Софронов, Гюльнара — Ксения Овчинникова, Али — Виктор Мулыгин, Исаак Ланкедем — Сергей Гаген.
25 апреля 2015 г. в г. Владивосток. Премьера балета «Корсар» прошла в Приморском театре оперы и балета.
Хореографом-постановщиком стал главный балетмейстер театра Эльдар Алиев. Дирижер А. П. Смирнов
- 2015 год — новая редакция в Михайловском театре

Премьера — 08 сентября 2015 г.
Либретто Жюля‑Анри де Сен‑Жоржа в редакции Михаила Мессерера.
Хореография Мариуса Петипа, Константина Сергеева в редакции Михаила Мессерера. Используются фрагменты хореографии Жюля Перро, Александра Горского, Петра Гусева.
Балетмейстер-постановщик: Михаил Мессерер. Ассистент: Анна Разенко.
Музыкальный руководитель постановки и дирижёр: Павел Клиничев. Ассистент музыкального руководителя: Валентин Богданов.
Эскизы декораций: Вячеслав Окунев
Художник по костюмам: Татьяна Ястребова
Художник по свету: Александр Кибиткин
Видео: Виктория Злотникова
Партии исполняли:
Медора — Екатерина Борченко, Конрад — Леонид Сарафанов, Гюльнара — Анастасия Соболева, Бирбанто — Андрей Касьяненко, Pas des esclaves — Астхик Оганнесян, Виктор Лебедев
Среди наиболее ярких отличий данной постановки от предыдущей редакции (Фаруха Рузиматова) — главный мужской персонаж. Это Конрад.

## Жизнь спектакля
- Со временем исполнение вариаций артистов балета становились более виртуозными, вариации усложнялись, но хореографический рисунок Петипа продолжатели балетных традиций старались сохранить. Спектакль приобрел свои яркие краски в сценографии Мураза Мурванидзе, в постановке Мариинского театра 1987 года, и свою эстетскую реализацию в постановке Фаруха Рузиматова на сцене Михайловского театра, в 2009 году.[10]

«На основе спектакля Мариуса Петипа — Петра Гусева, который существует в театре, мы попытались создать новую версию, более динамичную, яркую и зрелищную. Сценографию и костюмы создал Валерий Левенталь, один из ярчайших балетных художников нашего времени».— Фарух Рузиматов

«Нынешняя премьера — двухактный балет, воплощение мечты о приключениях и сказки со счастливым концом. Новая творческая реализация балета „Корсар“ Фаруха Рузиматова, признанного публикой и критиками одним из самых выдающихся исполнителей роли Али в истории балетного искусства, воссоздала в спектакле как „разбойничью романтику“ жизни пиратов, так и атмосферу быта Греции османского периода: яркие краски восточных базаров, султанских гаремов, пряных удовольствий юга.»— Михайловский театр

 «Балету „Корсар“ больше полутора веков. Я стремился создать интересный спектакль, который увлечет публику и сохранит блестящие хореографические находки Мариуса Петипа и его предшественников и последователей. Спектакли продолжают жить, если они обновляются».— Михаил Мессерер. 01 сентября 2015 года